# Warren (Connecticut)
Warren è un comune di 1.361 abitanti degli Stati Uniti d'America, situato nella Contea di Litchfield nello Stato del Connecticut.